# Cairnryan
Cairnryan är en ort i Storbritannien.   Den ligger i kommunen Dumfries and Galloway och riksdelen Skottland, i den centrala delen av landet, 500 km nordväst om huvudstaden London. Cairnryan ligger 5 meter över havet och antalet invånare är 3 757.
Terrängen runt Cairnryan är platt västerut, men österut är den kuperad. Havet är nära Cairnryan västerut. Runt Cairnryan är det mycket glesbefolkat, med 6 invånare per kvadratkilometer. Närmaste större samhälle är Stranraer, 7,6 km söder om Cairnryan. Trakten runt Cairnryan består i huvudsak av gräsmarker.